# Les Esmandies
Les Esmandies és el nom d'una masia de Mataró (Maresme), catalogada com a bé cultural d'interès local.

## Història
Els Smandia (o Esmandia) són un llinatge documentat a Mataró des del 1616, amb el bateig de Miquel Smandia (1616-1652), fill de Jaume, segurament provinent del Mas Esmandia de Cardedeu, i de Maria. Manyà de professió, el 1640 es va casar amb Mariàngela Clavell, filla del també manyà Antoni Clavell, de qui va enviudar. El 1652, es va casar en segones noces amb Marianna Hospital (1620-1676), vídua del teixidura de lli Pere Catà, amb qui va tenir Miquel Smandia i Hospital (1658-1753). Aquest es va casar el 1672 amb Dorotea Pi, filla del calafat Bartomeu Pi, i en segones noces el 1692 amb Teresa Milans i Lleu, filla del negociant d'Arenys de Mar Bonaventura Milans. El 1685 va constituir amb el seu germanastre Pere Catà i Hospital una companyia per a comerciar pel Mediterrani. A la Guerra de Successió, va prendre partir pel bàndol austriacista, i el 1730 va ser nomenat guarda del magatzem de queviures de Mataró per l'intendent general de Catalunya Antonio de Sartine.
Va ser succeït pel seu fill Josep Smandia i Milans (1693-1752), que el 1721 s'havia casat amb Teresa Cantallops i Pellisser, filla  del botiguer Salvador Cantallops, i va establir la seva residència al carrer de la Barra de Ferro a Barcelona, on moriria el 1752. A finals del 1745 o principis del 1746, va publicar un plec de condicions per a construir la seva torre en uns terrenys adquirits a l'adroguer Antoni Rosselló, l'escriptura de compra dels quals es va formalitzar el 1747. Les obres devien estar acabades fins a les golfes l'estiu del 1746 i la totalitat l'abril de l'any següent. Josep Smandia fou succeït pel seu fill Felip Neri Smandia i Terradellas (1722-1793), que es va casar amb Eulàlia Terradellas i Matas, filla del mercader barceloní Francesc Terradellas, amb qui tindria Ramon Smandia i Terradellas (†1787). Aquest es va casar amb Francesca Vieta i Fornés, amb qui tindria Ramona Smanida i Vieta (1785-1855), que seria l'hereva del seu avi i a principis del segle xix es casaria amb l'advocat Ramon de Vedruna i Vidal (1771-1846).
El 1849, ja vídua, Ramona Smandia i el seu fill Marià de Vedruna i Smandia van establir en emfiteusi al fabricant Ignasi Sala i Basany una parcel·la de tres quarteres de terra, amb l'obligació d'invertir-hi en millores 2.000 lliures en tres anys i la imposició d'un cens de 45 lliures anuals i una entrada de 400, on s'establiria la fàbrica de blanqueig de Busqueta i Sala. Marià va morir el 1850, deixant un fill menor d'edat, Josep de Vedruna i Fiol, que seria l'hereu de l'àvia Ramona, i el 1866 va vendre la torre i les terres, juntament amb els censos que pagaven Busqueta i Sala, per 30.000 escuts,  a Joaquim Asensio i Andreu. Aquest morí el desembre de l'any següent, i després d'un litigi, la propietat fou adjudicada als seus nebots, els germans Marià, Antoni, Magdalena, Isabel i Angelina Andreu i Cabanellas. Magdalena moriria el 1910, Isabel el 1915 i Marià  el 1918. Després de diverses cessions entre els germans, Antoni Andreu i Cabanellas n'esdevingué l'únic propietari, i en morir el 1929, llegà la finca als seus fills Margarida i Antoni Andreu  i Martínez. Margarida morí sense testar el 1951, i la seva part passà a mans del seu germà Antoni.
El 1973, la finca va ser inscrita per la societat mercantil Smandias SA, representada per Antoni  Maria Andreu i Marfà, fill de l'anterior, que va demanar permís per a construir-hi habitatges. El 1975, l'entitat Òmnium Cultural i l'Associació de Veïns van demanar a l'Ajuntament que salvés la masia, i l'octubre del 1976, la propietat hi va començar la tala dels arbres, el que motivà una manifestació del moviment veïnal. El Pla General del 1977 va qualificar les Esmandies i els jardins com  a zona  verda, i alhora es va incoar la declaració com a bé d'interès cultural, publicada al BOE el març del 1980. Finalment, l'octubre del mateix any, el ple municipal va acordar la compra de la finca per 40 milions de pessetes.
Actualment, s'utilitza com a local d'associació de veïns, i també s'hi ha projectat instal·lar-hi una biblioteca.

## Arquitectura
Inicialment fora del nucli urbà, actualment es troba envoltada de moderns blocs de pisos. És una casa de planta rectangular envoltada de jardí, clos per una tanca que a la part superior té una doble filera de peces ceràmiques en forma de meandre, que corresponen ja als primers anys del segle xx. L'edifici és de planta rectangular (amb cinc crugies a la planta baixa i tres als dos pisos), cobert amb teulada a quatre vessants, per la qual cosa pot ser classificat dins el grup VI de Danés. Per sota de la teulada corre una cornisa clàssica. La façana dona a un pati ampli, on hi ha un estany presidit per un escultura de Sant Felip Neri. A la part posterior hi ha un jardí.
Les crugies de la dreta i de l'esquerra de la planta baixa són cobertes per una terrassa que es prolonga a la part posterior de l'edifici. La crugia central servia de cotxeres, la de l'esquerra (sota la terrassa), de capella, el sector dret de la planta baixa era l'habitatge dels masovers. A la part posterior de l'edifici hi ha la caixa de l'escala que accedeix als pisos: fins al primer, els graons són de pedra, després de rajola, la barana és de ferro. Els dos pisos superiors són estructurats segons la manera tradicional de les masies. Una gran sala, que correspon a la crugia central, i cambres a les crugies laterals.
L'aparell constructiu és la pedra, ben escairada als carreus angulars i als que emmarquen les obertures-rectangulars en llur majoria-de la masia.